# Euphyia haemophaea
Euphyia haemophaea är en fjärilsart som beskrevs av Edward Meyrick 1925. Euphyia haemophaea ingår i släktet Euphyia och familjen mätare. Inga underarter finns listade i Catalogue of Life.